# Pomniki i miejsca pamięci narodowej w Gryficach

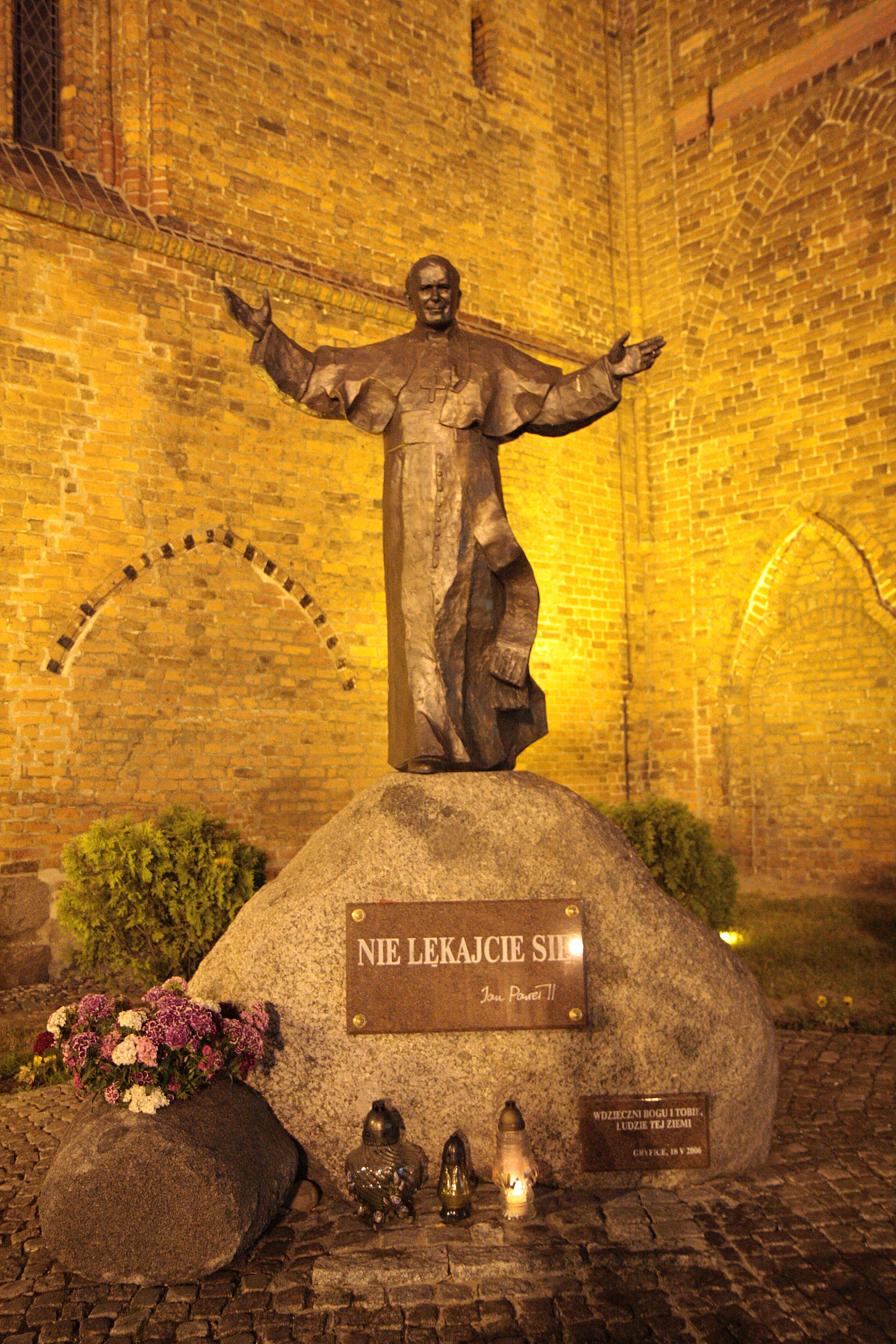
Pomnik Jana Pawła II

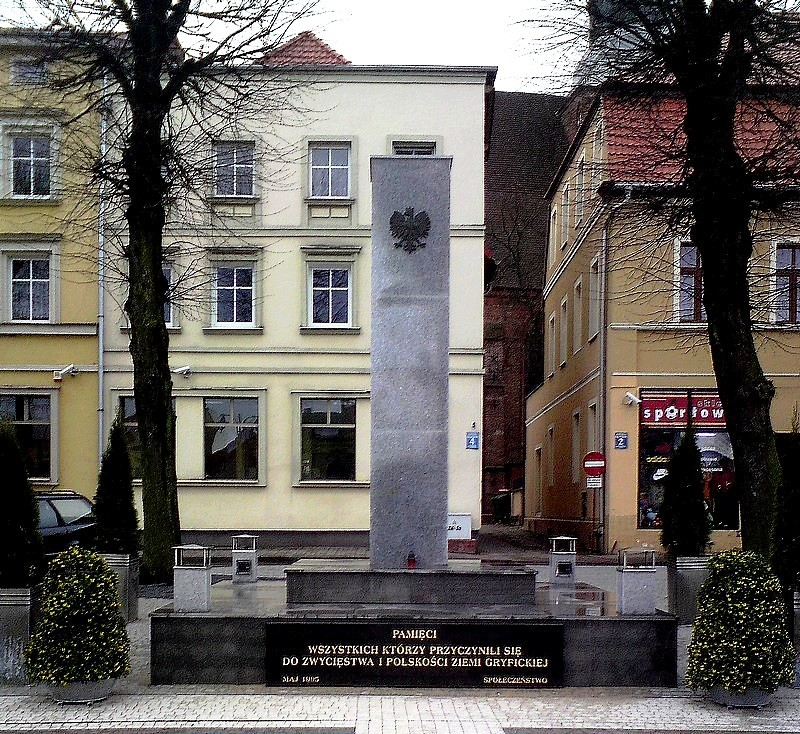
Obelisk "Wdzięczności"

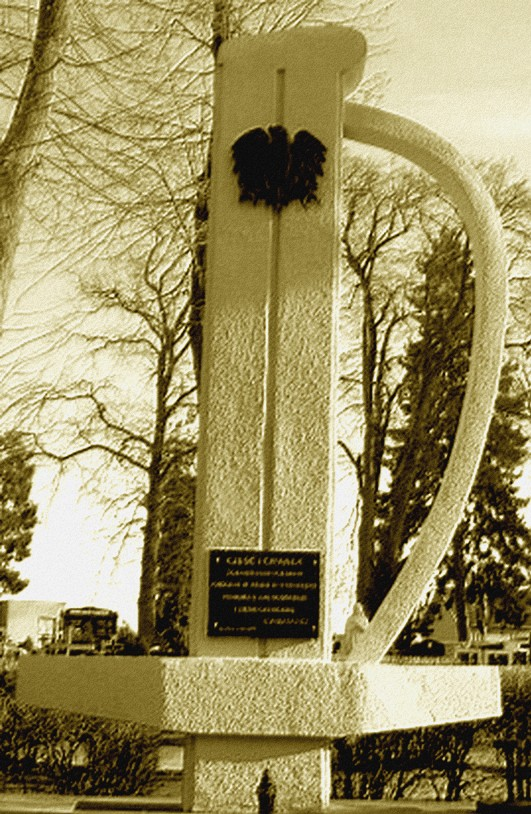
Pomnik ku czci poległych żołnierzy polskich

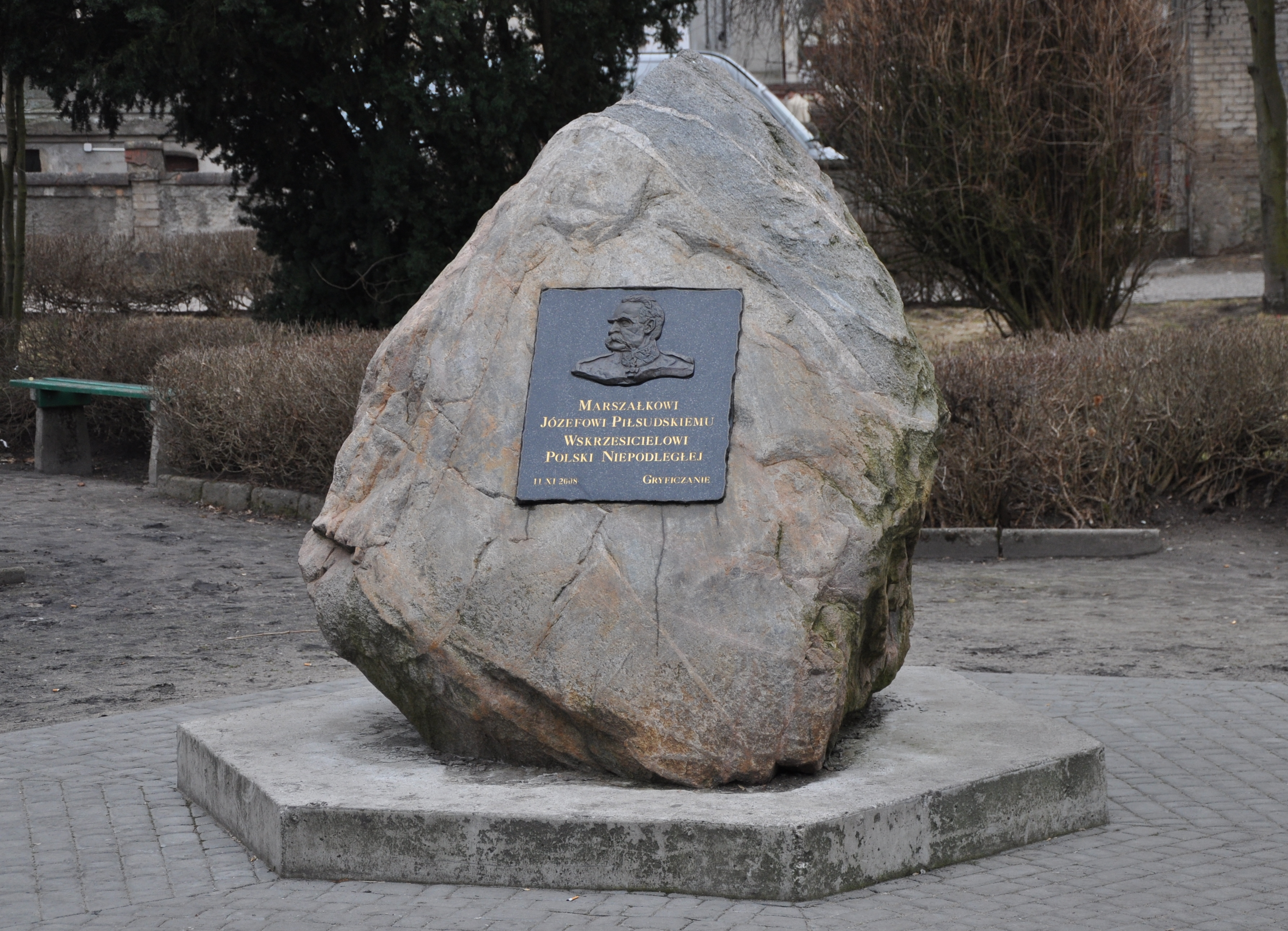
Kamień pamiątkowy poświęcony marsz. Józefowi Piłsudskiemu

## Współczesne miejsca pamięci narodowej w Gryficach
Pomniki
- Obelisk – tzw. „Pomnik Wdzięczności” dla Armii Radzieckiej (1953 r.)[1], usytuowany w południowej części rynku, po przebudowie placu Zwycięstwa, w ramach III etapu rewitalizacji Gryfic w 2010 r. (pomniejszony i obłożony granitową płytą).  W maju 1995 r. umieszczono na cokole tablicę z napisem: „Pamięci wszystkich, którzy przyczynili się do zwycięstwa i polskości ziemi gryfickiej. Maj 1995, Społeczeństwo", a radziecką gwiazdę na obelisku (po 1989 r.) zastąpił orzeł nawiązujący do obecnego symbolu narodowego[2],
- Pomnik ku czci poległych żołnierzy polskich. Usytuowany w centralnej części cmentarza komunalnego przy ul. Broniszewskiej w Gryficach, w kształcie wbitej w ziemię szabli ułańskiej. W marcu 1995 r. – umieszczono na cokole tablicę z napisem: „Cześć i chwała żołnierzom polskim poległym w walce o wyzwolenie Pomorza Zachodniego i Ziemi Gryfickiej. Kombatanci. Gryfice 06.03.1995",
- Pomnik Ofiar Deportacji – znajdujący się na cmentarzu komunalnym przy ul. Broniszewskiej, ufundowany przez sybiraków w 2004 r. Na tablicy zawarta jest inskrypcja o treści: „Ofiary deportacji uczcijmy modlitwą i chwilą zadumy. Sybiracy 2004,"
- Pomnik upamiętniający pontyfikat papieża Jana Pawła II – usytuowany przy kościele WNMP, odsłonięty 18 maja 2006 r. Ma on ponad 180 cm wysokości, jest wykonany z brązu, waży ok. 250 kg. Na tablicy jest umieszczone przesłanie pp. Jana Pawła II o treści: „Nie lękajcie się" wraz z podpisem u dołu na osobnej tablicy – „Wdzięczni Bogu i Tobie. Ludzie tej Ziemi. Gryfice 18. V. 2006"[3].

Kamienie pamiątkowe
- Kamień pamiątkowy ku czci pp. Jana Pawła II, usytuowany na skwerze przy Nadleśnictwie Gryfice (Osada Zdrój – przedmieście miasta[4]). Na tablicy umieszczono inskrypcję o treści – „Zgasło życie pozostało światło. Za 27 letni Pontyfikat Ojcu Świętemu Janowi Pawłowi II w 86 rocznicę urodzin – pracownicy Nadleśnictwa Gryfice, Gryfice, 18 maja 2006",
- Kamień pamiątkowy poświęcony marszałkowi Józefowi Piłsudskiemu usytuowany na skwerze przy ul. 11 listopada, z tablicą (i popiersiem) umieszczoną 11 listopada 2008 r. – „Marszałkowi Józefowi Piłsudskiemu wskrzesicielowi Polski niepodległej. 11 XI 2008. Gryficzanie"[5][6].

Tablice upamiętniające
- Tablica pamięci z napisem: „Ludziom „Solidarności" ziemi gryfickiej dla upamiętnienia walk o niepodległość, godność i prawa człowieka w XXX rocznicę sierpnia. Członkowie NSZZ „Solidarność”. Podregion Gryfice. 1980-2010". Inskrypcji upamiętniającej towarzyszy przesłanie pp. Jana Pawła II o treści: „Niech zstąpi Duch Twój i odnowi oblicze Ziemi, tej Ziemi". – tablica w kruchcie kościoła WNMP w Gryficach[7],
- Tablica pamięci Sybirakom złożona w dn. 17 września 1995 r. o treści: "Dla wszystkich tułaczy syberyjskich szlaków miej litość Panie. Od Zarządu Miejskiego w Gryficach. 17 września 1995 rok" – tablica w kruchcie kościoła WNMP w Gryficach,
- Tablica „Pamięci wielu pokoleń Niemców spoczywających na cmentarzu komunalnym (niem.) Zum Gedenken an viele Generationen Deutscher, die auf diesem Friedhof ruhen." – dwujęzyczna tablica na kaplicy św. Jerzego,
- Tablica „Pamięci żołnierzy 1 Warszawskiej Samodzielnej Brygady Kawalerii, którzy polegli na "polu chwały" w marcu 1945 r. wyzwalając ziemię gryficką, ogn. Dominik Sobolewski, plut. Paweł Noga, kpr. Edward Kowalik, kpr. Wacław Kulesza, kpr. Bronisław Nowak, st. uł. Stefan Krzywdziński, st. uł. Piotr Krzywy, bomb. Stanisław Korpysa, st. sierż. Konstanty Stoma, uł. Józef Grycewicz, uł. Stanisław Maruk, uł. Zdzisław Palczewski, uł. Józef Pilczuk, uł. Mieczysław Szewczuk, uł. Andrzej Szkarbut, uł. Józef Łukaszewicz, uł. Józef Winnicki, uł. Paweł Zieliński, uł. Władysław Cytera. Społeczeństwo ziemi gryfickiej" – tablica pamięci 19 polskich żołnierzy na budynku Gryfickiego Domu Kultury.

## Dawne miejsca pamięci
Pomniki
- Obelisk ku czci Ottona von Puttlitz (niem.) Otto von Puttlitz-Denkmal, usytuowany w parku miejskim[8]. Otto Wilhelm Heinrich Sigismund Freiherr Gans Edler von Puttlitz, dowódca miejscowego garnizonu był założycielem miejskiego parku, w latach 30. XIX w.[9],
- Obelisk ku czci żołnierzy (niem.) Kriegerdenkmal nazywany również (niem.) Gefallenen Ehrenmal (pol.) Pamięci Poległych  z powodu umieszczonego w cokole napisu. 10-metrowy obelisk z kostki kamiennej, zwieńczony granitową głowicą usytuowany na sześciennym cokole w miejskim parku. Pomnik przetrwał w stanie nienaruszonym do 1960 r., kiedy został wysadzony w powietrze przez żołnierzy LWP[8],
- Pomnik ku czci cesarza Wilhelma I (niem.) Kaiser-Wilhelm I.-Denkmal, usytuowany na głównym placu miasta w 1896 r. Była to rzeźba z brązu umocowana na granitowym cokole, przedstawiała postać cesarza w pozycji stojącej, zwróconego w stronę ówczesnego ratusza. Pomnik rozebrany został w 1945 r.[10]

Dawne kamienie pamiątkowe
- Kamień pamiątkowy ku czci sportowców (niem.) Turner-Denkmal, upamiętniający poległych sportowców podczas I wojny światowej. Pomnik Sportowców w 1997 r. został odtworzony i usytuowany na stadionie miejskim im. Karola Kucharskiego przy ul. Sportowej[8].

Inne miejsca pamięci
- Nazwiska ponad 300. mieszkańców miasta poległych podczas I wojny światowej umieszczone na jednej ze ścian kościoła WNMP w Gryficach[8].

## Źródła
- Biuletyn Informacji Publicznej, Urząd Miasta w Gryficach: Wykaz osiedli miasta Gryfice. [dostęp 2010-10-20]. (pol.).
- eGospodarka.pl: Gryfice: Przebudowa Placu Zwycięstwa w Gryficach. [dostęp 2010-10-16]. (pol.).

## Opracowania
- Władysław Nowotniak: Gryfice i okolica – Wycieczki po mieście i okolicy. Warszawa: Wydawnictwo "Sport i Turystyka", 1962. Brak numerów stron w książce

## Opracowania online
- Archiwum newsów. Oficjalny serwis miasta. [dostęp 2008-01-11]. [zarchiwizowane z tego adresu (2007-08-07)]. (pol.).
- Rega24.pl: Ruszyła przebudowa Placu Zwycięstwa. [dostęp 2010-10-16]. [zarchiwizowane z tego adresu (2016-03-04)]. (pol.).

## Opracowania prasowe
- W. Jarząb. O przetargach, pomnikach i archeologicznych odkryciach. „Gryfickie Echa”. , z dn. 10 grudnia 2009 r., 2009. Gryfice.brak numeru strony
- W. Jarząb. O tym, jak pułkownik rajców zaskoczył. „Gryfickie Echa”. , z dn. 18 października 2007 r., 2007. Gryfice.brak numeru strony
- W. Jarząb. O tym jak się pomnik rozsypał. „Gryfickie Echa”. , z dn. 20 kwietnia 2006 r., 2006. Gryfice.brak numeru strony

## Opracowania prasowe online
- (ars). XXX-lecie Solidarności. „Panorama Gryficka”. 17 (133). [dostęp 2010-09-22]. (pol.).Sprawdź autora:1.brak numeru strony
- (r). Zróbmy to dla Polski. „Gazeta Gryficka”. 46 (199), 2008-11-03. [dostęp 2008-11-09]. (pol.).Sprawdź autora:1.brak numeru strony
- Stanisław Razmus. Uroczyście i z patosem. „Panorama Gryficka”. 29 (76), 2008-11-22. [dostęp 2008-11-22]. (pol.).brak numeru strony